# Апсагачево
Апсагачево (Абсалачевы юрты)— село в Первомайском районе Томской области России. Входит в состав Улу-Юльского сельского поселения. Население 117 чел. (2021) .

## География
Находится на востоке региона, в юго-западной части поселения, в таёжной зоне, у реки Чичкаюл.
Улицы: Береговая, Дорожная, Центральная.

## История
Изначально в Апсагачево проживали чулымские татары (чулымцы), которые к началу 20 века полностью ассимилировались среди русских.
По переписи 1897 года здесь проживало 97 человек из них 65 чулымцы и 32 русских.
В соответствии с Законом Томской области от 10 сентября 2004 года № 204-ОЗ село вошло в состав Улу-Юльского сельского поселения.

## Население
| 2002 | 2010 | 2012 | 2013 | 2014 | 2015 | 2021 |
| ---- | ---- | ---- | ---- | ---- | ---- | ---- |
| 219  | ↘172 | ↘164 | →164 | ↘156 | ↘155 | ↘117 |

Национальный состав
По переписи 1897 года основным населением были чулымцы.
Согласно результатам переписи 2002 года, в национальной структуре населения русские составляли 98 %.

## Инфраструктура
МОУ Апсагачевская начальная общеобразовательная школа (Дорожная ул., 1).
ФАП, филиал ОГБУЗ «Первомайская районная больница»
Пилорама.
Личное подсобное хозяйство.

## Транспорт
Остановка «Апсагачево» на региональной автодороге «с. Первомайское — Белый Яр» (69К-11).
Из Апсагачево в Совхозный посёлок идёт автодорога местного значения.